# 星谷勝
星谷 勝（ほしや まさる、1937年10月23日 - 2008年4月20日）は、日本の工学者。専門は、構造工学・構造信頼性工学。学位は、工学博士（スタンフォード大学・1979年5月）（学位論文「Dynamic and eigenvalue analysis of stochastic structural systems.」）。

## 略歴
- 1937年 10月23日東京都に生まれる。
- 1963年 東京大学農学部農業工学科を経て、工学部土木工学科卒業。
- 1963年 日立造船（現：カナデビア）入社。
- 1967年 ペンシルベニア大学工学修士。
- 1969年 スタンフォード大学工学博士。
- 1969年 バージニア工科大学工学部応用力学科助教授。
- 1971年 武蔵工業大学（現：東京都市大学）工学部土木工学科助教授。
- 1978年 武蔵工業大学工学部土木工学科教授。
- 2005年 武蔵工業大学名誉教授。
- 2008年 4月20日逝去。70歳没。

## 受賞歴
- 1971年 土木学会論文奨励賞
- 1985年 インド土質工学会ライ・グブタ賞
- 1987年 土木学会論文賞
- 1993年 IASSAR論文賞

## 著書
- 『確率論手法による構造解析』（星谷勝）鹿島研究所出版会、1973年。
- 『確率論手法による振動解析』（星谷勝）鹿島研究所出版会、1974年。
- 『力学の構造物への応用』（星谷勝）鹿島出版会、1976年。
- 『応用力学演習』（星谷勝、千葉利晃）理工図書、1978年
- 『構造力学演習』（星谷勝）鹿島出版会、1980年。
- 『振動解析演習』（星谷勝、片田敏行）鹿島出版会、1982年。
- 『構造物の信頼性設計法』（星谷勝、石井清）鹿島出版会、1986年。
- 『建設技術者のためのデータ解析と応用 -カルマンフィルタを中心として-』（星谷勝、斉藤悦郎）鹿島出版会、1991年。
- 『ドクター星谷の絵で考える構造力学』（星谷勝）山海堂、1994年。
- 『技術英語 技術者の基本的たしなみ』（星谷勝、C.R.ダンバー）山海堂、1995年。
- 『構造物の地震リスクマネジメント -リスクを定量的に分析し、損失を抑える手法とは-』（星谷勝、中村孝明）山海堂、2002年。
- 『演習で学ぶ地震リスクマネジメント』（星谷勝、山本欣弥）鹿島出版会、2009年。